# Huvudlösa ryttaren

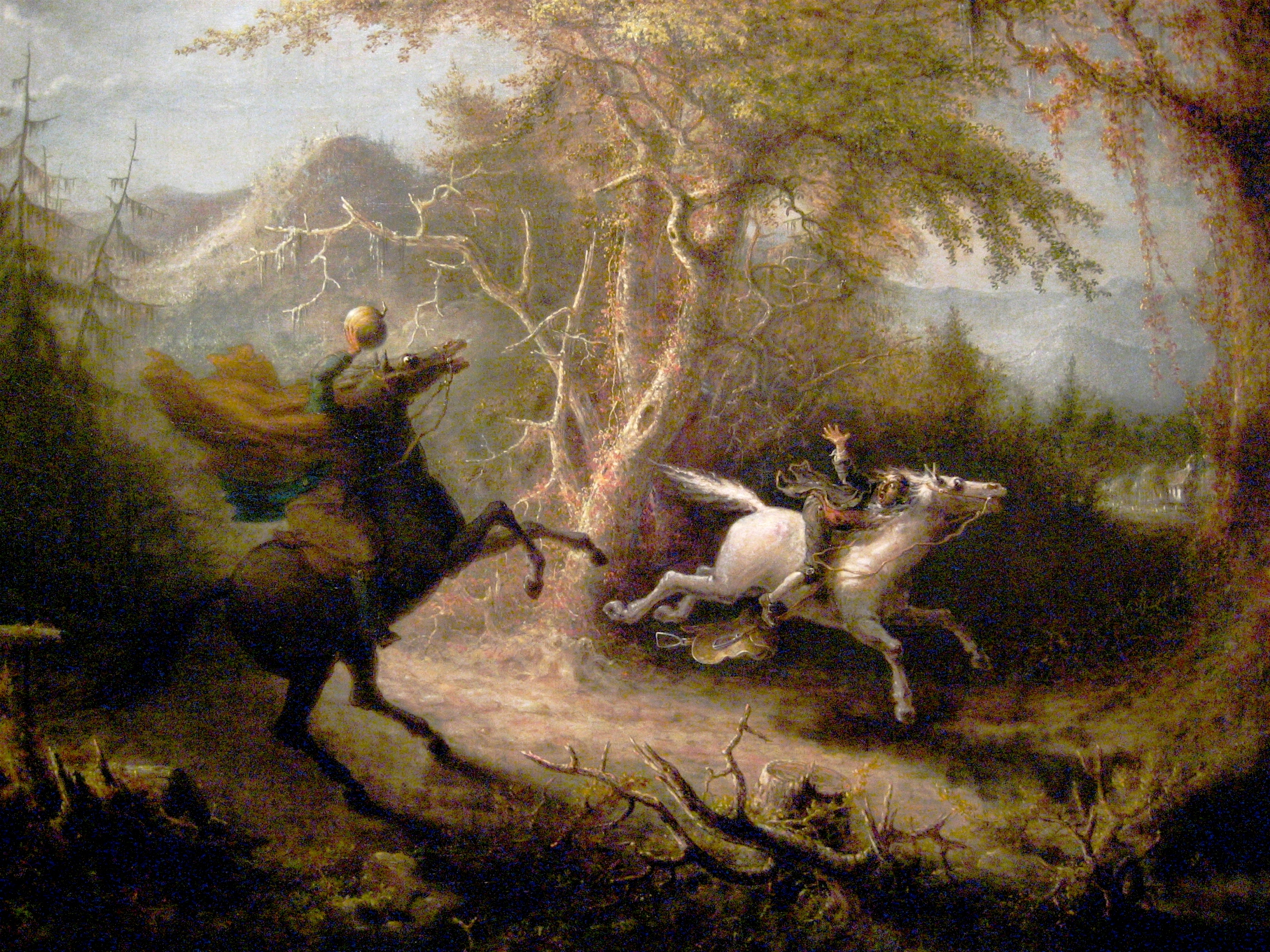
The Headless Horseman Pursuing Ichabod Crane, målning av
John Quidor.

Den huvudlösa ryttaren är ett övernaturligt väsen som förekommer i olika central- och västeuropeiska skräckhistorier. Berättelserna med den vandöda gestalten nådde med utvandrare Nordamerika.
I de flesta historier dör personen som träffar den huvudlösa ryttaren efter kort tid. I västtyska berättelser dödas offret genom beröring med handen. Antingen kommer ryttaren under den djupaste natten från ingenstans eller den lämnar med hästen en gravvård. Ibland orsakar ryttaren endast stor förskräckelse hos olika personer. I en historia från slutet av 1700-talet som berättades i regionen kring slottet Wilhelmsthal nära Calden i Hessen har ryttaren huvudet under ena armen och ett svärd i andra handen. Uppenbarelsen ska vara en fransk kavallerist som fick huvudet avhugget under sjuårskriget. I en sägen från södra Tyrolen överförs pesten av den huvudlösa ryttaren och den ska liksom hästen inte ha någon skugga.
I en berättelse från Irland har den huvudlösa ryttaren namnet Dullahan.
International känd blev novellen The Legend of Sleepy Hollow av Washington Irving från 1820 som fick flera filmatiseringar.